# Catedral
Catedral – stacja początkowa metra w Buenos Aires, na linii D. Znajduje się przed stacją 9 de Julio. Stacja została otwarta 3 czerwca 1937.